# 北褚镇
北褚镇，是中华人民共和国河北省石家庄市元氏县下辖的一个乡镇级行政单位。
2014年，河北省民政厅批复同意撤销北褚乡，设立北褚镇，镇人民政府驻北褚村元北大街68号。

## 行政区划
北褚镇下辖以下地区：
新阳村、西阳村、东阳村、西贾村、梅村、西褚村、吴村、东贾村、北褚村、南褚村、胡泉村、东同下村和西同下村。